# Andre Toussaint
Andre Toussaint (sinh ngày 26 tháng 8 năm 1981 ở Point Fortin, Trinidad và Tobago) là một cầu thủ bóng đá người Trinidad và Tobago. Hiện tại anh thi đấu cho W Connection của TT Pro League.